# اتفاق التجارة الحرة بين الولايات المتحدة والمغرب
اتفاق التجارة الحرة بين الولايات المتحدة والمغرب هو اتفاق تجاري ثنائي بين الولايات المتحدة والمغرب. وقد وقّع الاتفاق يوم 15 يونيو 2004، ودخلت حيز النفاذ في 1 يناير 2006.
بموجب هذا الاتفاق تم ازالت التعريفات الجمركية على أكثر من 95 ٪ من المنتجات فورا. كما سيتم إلغاء التعريفات على معظم المنتجات المتبقية على مدى فترة من 9 سنوات من تاريخ دخول الاتفاق حيز النفاذ (2015). لكن فقط لعدد محدود من المنتجات، سيتم تأجيل الإلغاء لمدة 15 سنوات اعتبارا من تاريخ دخول الاتفاق حيز النفاذ.
وبالإضافة إلى ذلك، ينص الاتفاق على الوصول إلى سوق الخدمات، وعلى احترام وحماية الملكية الفكرية، وتبني قوانين الضمان والامن للمستثمرين الأمريكيين، ميكانيزمات الشمولية ومقاييس كل من الشفافية، أخلاقيات السوق، المنافسة وولوج الأسواق العمومية والمُخصخصة، كما ينص الاتفاق على حماية العمال والبيئة.
يشرف مكتب «الوصول إلى الاسواق والامتثال» (بالإنجليزية: Market Access and Compliance)‏، بوزارة التجارة الأمريكية على تنفيذ بنوذ هذا الاتفاق. وينبغي على كل الشركات الاميركية التي تواجه مشاكل في إطار اتفاق منطقة التجارة الحرة بين الولايات المتحدة والمغرب الاتصال ب «مكتب الامتثال للاتفاقات» (بالإنجليزية: Agreements Compliance Office)‏.

## وصلات خارجية
- (بالإنجليزية) (بالفرنسية) United States-Morocco Free Trade Agreement, الموقع الرسمي
- (بالإنجليزية) موقع عن الاتفاق، يحوي النص النهائي
- (بالإنجليزية) (بالإسبانية) Citizens' Trade Campaign Site on Morocco FTA - site d'une fédération عولمة مغيرة d'associations